# Neoeutrypanus nitidus
Neoeutrypanus nitidus (лат.) — вид усачей трибы Acanthocinini из подсемейства ламиин.

## Описание
Коренастые жуки с булавовидными бёдрам. От близких видов отличается следующими признаками:
первый членик задних лапок в белом опушении, а второй в чёрном опушении; самцы с длинными волосами на передних голенях и лапках; у самцов задняя вершина передне- и мезостернального отростка, срединная область заднегруди, тазики и поверхность первого уростернита покрыты густым жёлтым опушением; пронотум с тупым округлым выступом по бокам от середины в передней половине; усики со щетинками; переднегрудь со срединным латеральным бугорком; первый членик задних лапок немного длиннее, чем два следующих вместе.

## Распространение
Встречаются в Южной Америке: Венесуэла, Французская Гвиана.